# Spissistilus festinus
Spissistilus festinus ist eine Art der Buckelzirpen, aus der Gattung Spissistilus, die im nördlichen Südamerika, sowie Mittel- und Nordamerika weit verbreitet ist. In den USA wird sie „Threecornered Alfalfa Hopper“ genannt und gilt als Schädling.

## Verbreitung
S. festinus ist bekannt aus Costa Rica, Brasilien, Guatemala, Honduras, Mexico, Panama, Karibische Inseln, Kuba, Haiti, Puerto Rico, Kanada, USA, Hawaii und Bermuda. Sie gilt als bedeutender Schädling an verschiedenen Kulturpflanzen.

## Beschreibung
S. festinus ist eine grüne Buckelzikade mit einer Länge von ca. 6 bis 7 mm. Sie hat ein Pronotum, das nach hinten in einen langen spitzen Dorn ausläuft und vorne seitlich zwei kleinere Spitzen hat, die an Schultern erinnern. Das Pronotum hat seitlich je eine Kante, die bei den Männchen leicht rötlich gefärbt ist und außerdem sind die Männchen etwas kleiner als die Weibchen. Getrocknete Exemplare in Sammlungen sind meistens braun gefärbt.

## Biologie
Die adulten Zikaden leben meist einzeln auf ganz verschiedenen Pflanzen und saugen Phloem. Dabei machen sie oft einen Gürtel an Einstichstellen rund um einen Pflanzenstängel. Es wurde von mehr als 20 verschiedene Pflanzenarten aus sieben Familien berichtet, auf denen S. festinus leben kann. Besonders häufig lebt die Art auf Pflanzen der Familie Fabaceae. Auf Luzerne, Sojabohnen und Erdnüssen kann sie schädlich werden und wird teilweise bekämpft.
Die Weibchen legen ihre Eier meistens in weiches Gewebe der Nahrungspflanzen, indem sie mit dem Ovipositor kleine Schlitze  machen. Je nach Art der Pflanze werden unterschiedlich viele Eier in einzelne Schlitze abgelegt. Die Narben erleichtern den Nymphen das Saugen an den Pflanzen. Bei Sojabohnen werden ca. 6 Eier in jeden Einschnitt, bei Luzerne nur ein bis zwei Eier abgelegt. Die Nymphen saugen an den Pflanzen, und wenn sie beunruhigt werden können sie ein Wehrsekret abgeben. Adulte Zikaden fliegen meistens von ihrer Wirtspflanze weg, wenn sie gestört werden. Während die Nymphen oft in Aggregationen zu finden sind, leben die erwachsenen Zirpen meist solitär.  Auch in nördlichen Teilen des Verbreitungsgebietes können S. festinus-Zikaden während des Sommers mehrere Generationen bilden, im Winter überleben dann adulte Individuen in Diapause. Weibchen werden schon nach nur 7 bis 14 Tagen geschlechtsreif und können in ihrem Leben mehr als 200 Eier legen.
Männchen können Weibchen durch ihre Vibrationssignale, die über die Wirtspflanze übertragen wird, anlocken.